# Friedrich Franz, Mare Duce Ereditar de Mecklenburg-Schwerin
Friedrich Franz, Mare Duce Ereditar de Mecklenburg-Schwerin (germană Friedrich Franz Erbgroßherzog von Mecklenburg-Schwerin; 22 aprilie 1910 – 31 iulie 2001) a fost moștenitor aparent al tronului Marelui Ducat de Mecklenburg-Schwerin și membru al SS. A devenit șeful Casei de Mecklenburg-Schwerin în 1945, linia sfârșindu-se odată cu moartea sa.

## Biografie
S-a născut la Schwerin ca cel mai mare copil al Marelui Duce Mecklenburg Frederic Francisc al IV-lea și a soției acestuia, Prințesa Alexandra de Hanovra și Cumberland. În urma înfrângerii Imperiului German în Primul Război Mondial, tatăl lui a abdicat la 14 noiembrie 1918. Friedrich Franz nu a i-a succedat la tron deoarece Imperiul a fost înlocuit de Republica de la Weimar.
În mai 1931 împotriva voinței tatălui său, Friedrich Franz s-a alăturat SS și în 1936 a fost promovat la rang de Hauptsturmführer (căpitan). Împreună cu soția sa Alexandra, el a fost invitat în 1937 la nunta Prințesei Juliana a Olandei cu Prințul Bernhard de Lippe-Biesterfeld.
În timpul celui de-al Doilea Război Mondial a fost în Danemarca unde a lucrat la ambasada Germaniei ca ajutor al lui Werner Best. Și-a petrecut lunile din vara anului 1944 servind în Waffen-SS.
La Wiligrad, la 11 iunie 1941, Friedrich Franz s-a căsătorit cu Karin Elisabeth von Schaper (1920–2012), fiica lui Walter von Schaper și a soției acestuia, baroneasa Louise von Münchhausen. Ei au divorțat la 22 septembrie 1967 însă s-au recăsătorit zece ani mai târziu la Glücksburg la 27 aprilie 1977.